# 毛炳文

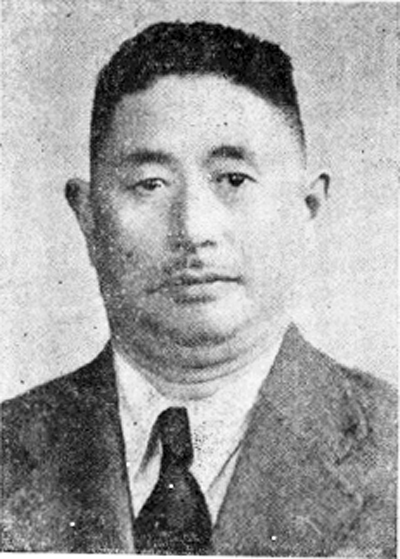
毛秉文

毛炳文（1891年7月24日—1970年5月17日），又作秉文，湖南湘乡（今涟源市白马镇孙家桥）人，国民革命军高级军事领导人。

## 生平
与同为湘乡人的毛泽东类似，毛炳文的先祖于宋末元初由江西吉水迁湖南湘乡。母亲萧佛缘，生五子，毛炳文排行第三。
1907年16岁考入湖南陆军小学。辛亥革命时，参加湖南新军，调武昌陆军中学肄业。1914年考入保定陆军军官学校三期步兵科，1916年毕业，回湘被谭延闿派任湘西镇守使署上尉参谋，历任湘西护国军营长、团长，1920年兼任新化县县长，1924年任旅长。1925年赵恒惕推翻谭延闿后，毛炳文下野返乡伺母居家。
1926年北伐军兴，毛炳文追随护湘军前敌总指挥兼湘西防务司令贺耀祖担任师参谋长，与北伐军为敌。1926年5月，贺龙任国民革命军第八军第六师师长，率部由黔东开进湘西，准备北伐，进驻沅陵、溆浦一带与拥护吴佩孚北洋直系的贺耀祖师对峙。贺耀祖派毛炳文与贺龙谈判，企图阻止北伐军前进。会谈期间，出于礼仪和拉拢分化需要，贺龙与毛炳文互换谱帖结为金兰之好。但会谈未达成协议，北伐军贺龙师与护湘军贺耀祖师战于常德、临澧一带，贺耀祖被迫倒戈投向北伐军。
1926年7月任贺耀祖独立第二师第三旅旅长。1927年3月14日对南京城发起总攻前夜，贺耀祖师升编为第四十军，毛炳文任前敌总指挥、副军长兼第三师师长。1928年济南‘五三’惨案后贺耀祖被撤职寓居上海，毛炳文代理军长。1928年8月，二次北伐平津收复，第四十军奉令集结合肥缩编为第八师，朱绍良任师长，毛炳文任副师长，从此开始追随朱绍良。1929年毛炳文升任第三师师长，旋又回第八师接任师长。1930年，中原大战爆发，第八师隶属朱绍良第六路军。
1931年朱绍良出任江西绥靖公署主任，毛炳文率部进入江西围剿中央红军。1932年毛炳文升任第三十七军军长兼第八师师长兼任南昌警备司令。积极参加了第一次围剿中央苏区、第二次围剿中央苏区、第三次围剿中央苏区、第四次围剿中央苏区、第五次围剿中央苏区、围追堵截中央红军长征等历次重大战事。
- 第一次围剿中央苏区：以张辉瓒第十八师、谭道源第五十师、毛炳文第八师分任第一、二、三纵队份进合击。毛炳文部由南昌经临川、宜黄，没有与红军接触作战。
- 第二次围剿中央苏区：国民革命军采取步步为营策略向中央苏区推进。毛炳文第八师在南城、南丰、广昌之线未与红军交战。
- 第三次围剿中央苏区：蒋介石亲自指挥，采取“长驱直入、分进合击”方略，以何应钦、陈明枢、朱绍良出任左、中、右三路总司令。朱绍良在南丰指挥，第8师师长毛炳文、副师长陶峙岳率一个旅开进到黄陂。中央红军在莲塘、良村两战获胜后，佯攻龙岗，以优势兵力冒雨夜袭黄陂，毛炳文指挥的1旅被歼，毛率指挥参谋人员突围撤回南丰。
- 第四次围剿中央苏区：陈诚指挥中央嫡系12个师组成中路军。毛泽东下台失去军事指挥权，中共苏区中央局命令红一方面军进攻筑有坚固工事由毛炳文第八师六个团重兵设防的南丰城。1933年2月1日，彭德怀指挥红三军团两次对南丰城发起猛烈强攻，遭受惨重伤亡，红三师师长彭遨被狙击手射中牺牲。朱德、周恩来、刘伯承等亲临城下，决定改强攻为围攻。陈诚命令毛炳文第8师死守南丰，把红军主力吸引在南丰城下；同时命令剿匪军中路军三个纵队突击南丰城外红军主力。南丰攻守战毛炳文认为二十三天毙彭鳌一下七千余人，毛部伤亡官兵三千余人，南丰地方士绅捐地建筑第八师阵亡官兵公墓。1936年毛泽东在《中国革命战争的战略问题》“第五节　反攻开始问题”写到：“第四次反围剿时攻南丰不克，毅然采取了退却步骤。。。”[2]
- 第五次围剿中央苏区：采取了德国军事顾问的步步为营，采取持久作战和堡垒主义方略。毛炳文第8师隶属陈诚的第3路军，在南城、南丰、临川地区围剿。1934年10月，红军退出中央苏区后，毛炳文部进驻瑞金兼驻赣第三绥靖区，清剿共产党。
- 围追堵截中央红军长征：1935年朱绍良调西北出任甘肃省主席兼驻甘绥靖主任兼西北剿匪军第1路总指挥。毛炳文任第三十七军军长兼西北剿匪军第一路第三纵队司令官，授陆军中将衔。从江西瑞金开拔到甘肃省静宁、会宁、华家岭布防抗击中央红军（即“陕甘支队”）从甘南突破王均第三军的渭水封锁线后进六盘山赴陕北，蒋介石电示毛炳文“效法湘军先贤左宗棠在西北所创之楷模，使尽全力确保两宁（会宁、静宁）、定西封锁线，以树歼灭共军之功”。1935年10月3日，在界石铺附近的西兰公路上红军先后共截住了二十多辆毛炳文由西安运往兰州给朱绍良的军需辎重汽车，不但大大补给了中央红军的生活困难，使毛泽东在哈达铺提出的红军进甘肃后要好好改善战士们生活的口号在界石铺得到真正的实现。1935年10月初,毛炳文部从天水、秦安经庄浪、隆德向固原、六盘山堵截中央红军，10月5日晨抵达隆德县界石铺时，主力红军在两、三个小时前已全部撤出界石铺前往六盘山, 毛部跟踪追至庆阳、环县、陕北吴起镇。

1936年9月初，蒋介石调集胡宗南第一军、毛炳文第三十七军、王均第三军，抢占西兰公路的静宁、会宁地区，阻止红二、四方面军与红一方面军会师。红一师于9月18日进驻界石铺，界石铺附近隆、静、会、定段之上百公里西兰公路掌控在红军西方野战军手中。1936年10月21日至24日，毛炳文第三十七军在华家岭阻击董振堂红五军由通渭向会宁北进：“23日，红五军37、39、43、45团从华家岭退到会宁县中川乡大墩梁地带，毛炳文部占据大墩梁南山向红军进攻，红军先后打退毛部5次冲锋后，突遭7架敌机狂轰滥炸，迫使红军沿杜家梁、毛牛川向会宁县城方向撤退，这次战斗红军伤亡887人，副军长罗南辉壮烈牺牲在当地埋葬。”

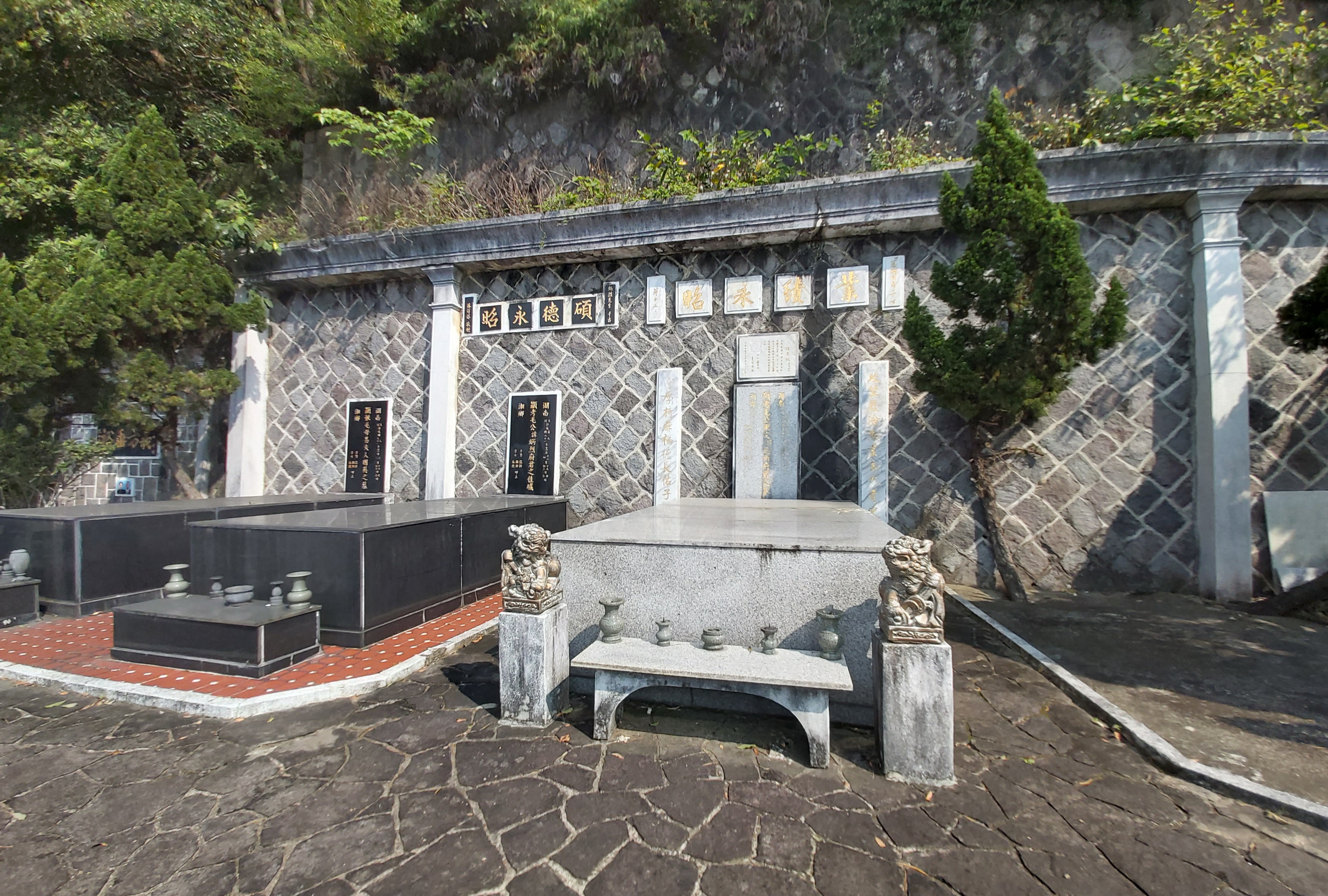
臺北市北投區陽明山第一公墓境內的毛秉文家族墓

1936年10月底红军三大主力会师后，蒋介石部署5个军齐头并进向北攻击与红军主力决战：毛炳文第三十七军在左，王以哲指挥东北军第六十七军与骑兵军在右，胡宗南第一军居中。1936年10月30日，红军前敌总指挥彭德怀下达海打战役计划：红一方面军主力6个师及红三十一军集结于古西安州一线从东西两面夹击胡宗南部。红四军红五军在靖远—打拉池之间阻击钳制毛炳文部。 张国焘撤走红四军与红三十一军，敞开了海打战役的西侧战线，使毛炳文、胡宗南两部得以合扰，海打战役被迫终止。11月14日，朱德、张国焘电西路军鼓劲“对你们之敌现马步芳、青两部，又分散，又（便）于你们各个击破，后东追之敌并不多，守甘、凉、肃之兵力亦不充足，最利你们各个击破敌人，夺得甘、凉、肃根据地和打通远方任务，这是你们独立可能完成的。”同一天河东的彭德怀却对中央军第三十七军毛炳文可能渡河追击西路军的前景表示忧虑，提出河东红军主力派出一部“向靖远、中卫、中宁、会宁、静宁活动调毛敌，声援西路军，否则西路军陷于孤立”。而毛泽东则认为还有更好的办法“声援西路军”，即在河东打一仗，打击胡宗南：“据彭电，胡敌续向豫旺进攻，不消灭其一部不能南进。似此有打胡敌之机会，自以集中一、四、十五、三十一军在数日内打一仗再南进为有利。”11月16日，中央军第三十七军毛炳文部果然开始西渡黄河追击西路军，河东朱、张一改两天前的信心满满，变成了忧心忡忡：“毛炳文部可于巧日（十八日）渡河完毕，对西路军判断，认为我西路军已无再东渡可能”，“我们须急设法帮助和策应他们，因他们太孤立，并须急打通远方，得到接济至关重要”。紧接着，西路军首长也一改几天前的信心满满，11月17日提出了“任务次序之询”：“是否我们控制肃州、甘州在手，由远方（即新疆盛世才当局）负责与我们打通，还是我们主力进行玉门、安西或到新疆才有办法。如打通远方为主要任务，我在现地区创造根据地不能不居次要地位。如遇特别情况时，是否我们将去打通远方，请速详示”。此时，东北军前进比较迟缓，第三十七军仍在黄河以西，第三军进占同心城后停止前进，唯第一军紧紧尾追红军，进至豫旺堡地区。与此同时，张学良估计胡宗南定会不顾一切急追红军，于是派出与中共秘密协商的中间人王以哲统率与胡协同作战的东北军第六十七军和骑兵军，王以哲深知张之意，故意拖延进军速度。一起协同作战的中央军第三军，也不敢冒进，在进占同心城后，停止前进。而胡宗南第一军则抛开友军，凭借精良武器装备孤军冒进，11月17日分3路前进.11月17日，第一旅第二团团长，黄埔三期生杨定南被红二十八军狙击手的冷枪打死。11月17日，红四方面军陈再道第四军、萧克第三十一军在萌城、甜水堡以西地区与第一师詹忠言第二旅接战。在这个很关键的时刻，11月18日毛泽东致电朱德、张国焘，指出：“只有战胜胡军才便开展局面，才是策应河西的好办法”。11月18日，河东的红四、红三十一军先在甜水堡重创中央军精锐主力胡宗南部第一师詹忠言第二旅，毙伤600余人，并击落飞机1架。第二旅第3团团长刘超寰腿部被打成重伤，中校团副陈鞠旅代替团长指挥，以重机枪火力为核心最终守住了防御，没有被红四方面军击垮。11月18日日终，红军撤走。中央军损失了600多人，红军损失也差不多。11月18日，红军前敌总指挥部决定集中优势兵力，在山城堡地区求歼孤军深入之第七十八师。11月19日，前敌总指挥彭德怀到山城堡部署作战，以红二十八军在盐池县红井子一带钳制国军第一师第一旅，以红二方面军第六军团和红一方面军第81师在洪德城至环县一线以西迟滞东北军，以红一方面军第一、第十五军团和第4、第31军集结于山城堡南北地区隐蔽待机，以红二方面军主力集结于洪德城以北地区为预备队。11月21日日终，河东红军的三个方面军主力取得山城堡战役胜利。胡宗南令全军收缩集结于惠安堡、同心城一线，进行休整，准备再次进攻。蒋介石下令将作战不利的第78师师长丁德隆与第232旅旅长廖昂撤职。11月22日，蒋介石急电在兰州的甘肃省主席兼驻甘绥靖主任兼任西北剿共军第1路总指挥朱绍良：“朱主任逸民兄：河西之匪既向西远窜，则以后追击部队应另定部署，此时应即抽调毛军（即第三十七军）速回转河东岸，协同第一军（即胡宗南部）先肃清河东毛、徐主力为要。毛军最快何时可以调回河东之何地，希详复。中正”此时，毛炳文第三十七军跟追击西路军至凉州(武威)，在山丹与徐向前西路军作战。河东主力红军主力也以山城堡战役胜利改变了被动战局，滞缓蒋的剿共战略，在陕甘宁地区站住了脚，原拟南进乃至“再来一次长征”的筹划随之搁置；还增加了张学良、杨虎城与共产党红军合作逼蒋抗日的信心。增强张联共的信心，并向毛泽东重提“反蒋抗日”的计划。张在山城堡战役之后，态度从低调秘密联共开始转向高调公开联共。张学良向毛泽东建议，胡宗南只是一“血性军人”，对其应以和平统战为主，不要因为内战而造成更多内耗。
1937年抗战爆发后，所部第三十七军改编为第十一军团，参加八一三抗战于蕰藻浜血战十九昼夜被全歼，残部被胡宗南编并。
此后历任闲职：1938年调任湘鄂川黔四省边区绥靖公署副主任兼军政部补充兵第三补训总处处长，驻湖南芷江，管辖湖南晃县，贵州黄坪，四川黔江，湖北恩施四个新兵训练处。1943年任湘西行署主任，驻芷江。1945年抗战胜利后专仍任湖南省政府委员。1949年赴台湾任国大代表兼光复大陆设计研究委员会委员。